# Holländerwindmühle Syrau

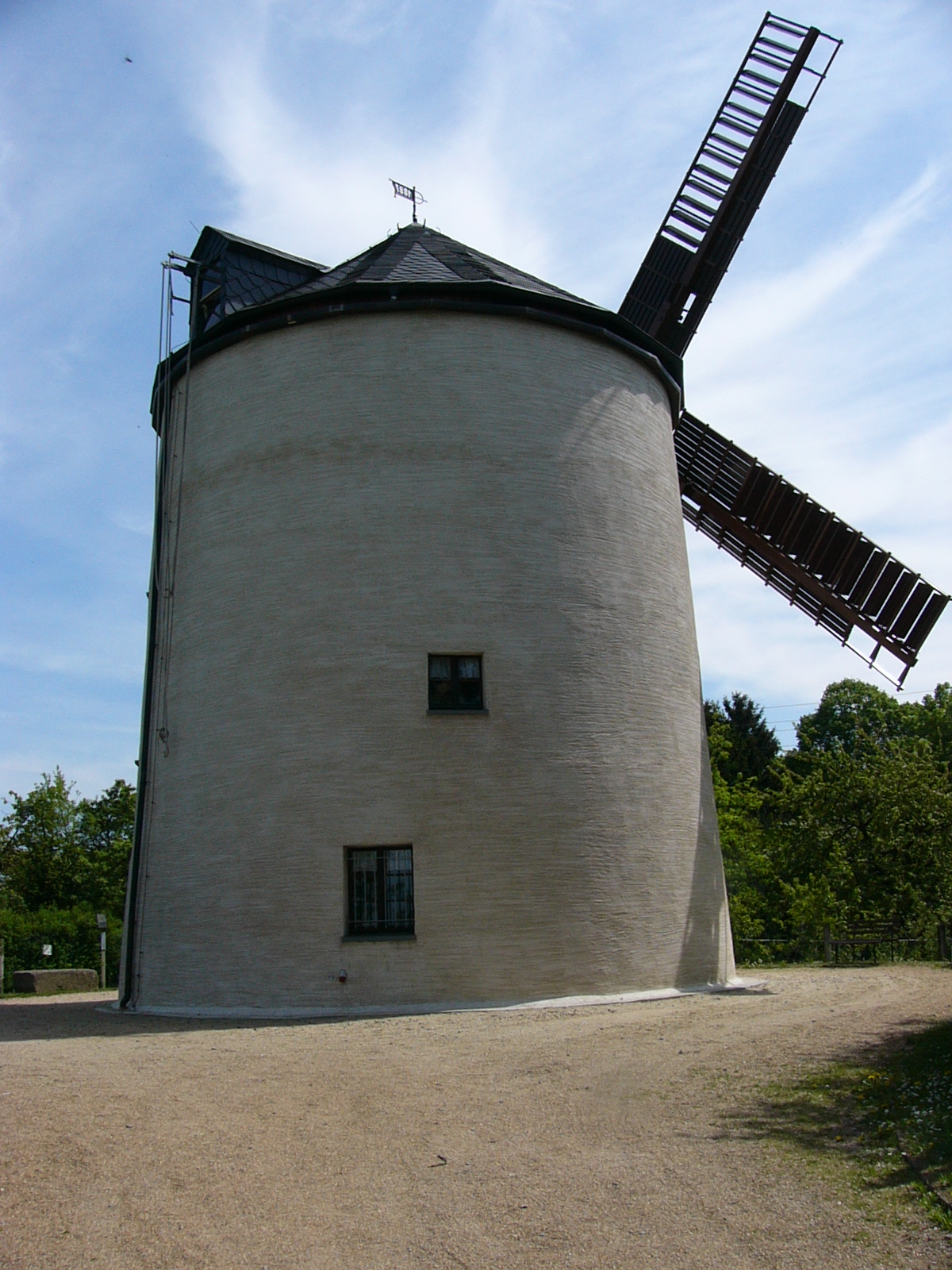
Windmühle Syrau

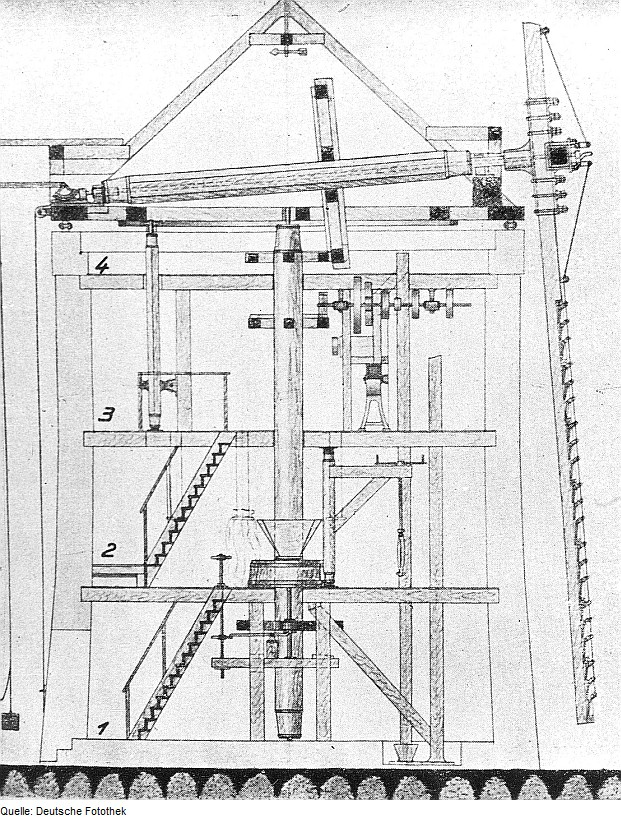
Querschnitt durch die Mühle

Die Holländerwindmühle Syrau in Syrau ist die einzige Holländerwindmühle im Vogtland, Deutschland.
Die Windmühle wurde 1864 mit zwei Mahlgängen erbaut. Sie brannte nach einem Blitzeinschlag vollständig nieder und musste wieder aufgebaut werden. Der Mahlbetrieb fand bis 1929 statt. 1934 wurde die Mühle als Denkmal ausgewiesen und kurz darauf von der Gemeinde gekauft. Seit 1982 ist die Mühle als Museum geöffnet. Ein Modell der Mühle befindet sich in der Miniaturschauanlage Klein-Vogtland.